# Escola d'Art i Superior de Disseny de les Illes Balears
L'Escola d'Art i Superior de Disseny de les Illes Balears (EASDIB) és un centre públic d’ensenyaments artístics situat a Palma (Mallorca), especialitzat en la formació en disseny i arts plàstiques. Fundada el 1778, és una de les escoles d’art més antigues de l’estat espanyol. Imparteix cicles formatius i estudis superiors equivalents a graus universitaris, dins l’Espai Europeu d’Educació Superior.